# 2009

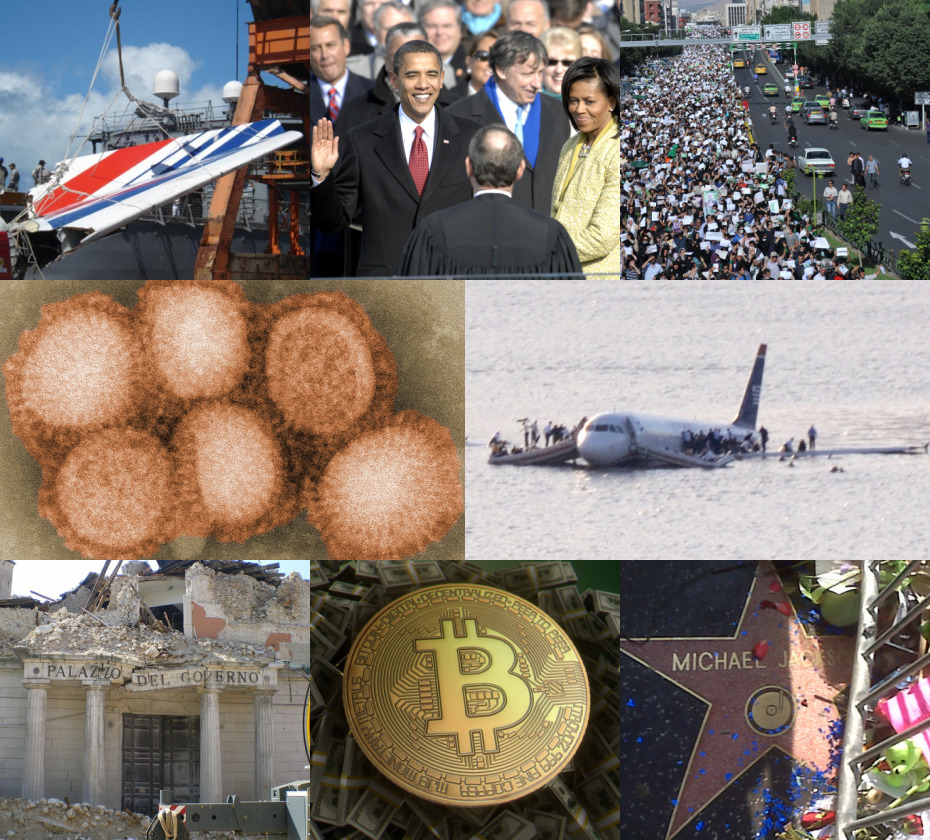
Desde arriba a la izquierda, en el sentido de las agujas del reloj: el estabilizador vertical del vuelo 447 de Air France se retira del Océano Atlántico; Barack Obama se convierte en el primer afroestadounidense en convertirse en presidente de los Estados Unidos; Estallan protestas por las elecciones presidenciales de Irán de 2009; El vuelo 1549 de US Airways se estrelló en el río Hudson sin víctimas mortales, y el evento se conoció como el "Milagro en el Hudson"; El "Rey del Pop" Michael Jackson murió en 2009; Bitcoin se lanza inicialmente con el nombre seudónimo Satoshi Nakamoto; el terremoto de L'Aquila de 2009 golpea el centro de Italia; El virus H1N1 fue responsable de la pandemia de gripe porcina de 2009.

2009 (MMIX) fue un año común que comenzó en jueves según el calendario gregoriano. Fue también el número 2009 anno Dómini o de la designación de la Era Cristiana, además el noveno año del tercer milenio y del siglo XXI, y el último del decenio de los Años 2000. Fue designado como:
- El Año del buey, según el horóscopo chino.
- El Año Internacional de la Astronomía, según la ONU[1]
- El Año Internacional de la Reconciliación, según la ONU.[2]
- El Año Internacional de las Fibras Naturales, según la ONU.[3]
- El Año Internacional del Aprendizaje sobre los Derechos Humanos, según la ONU.[4]
- El Año Internacional del Gorila, según la ONU.[5]
- El Año de Nikolái Gógol, según la Unesco.[6]
- El Año de José María Morelos y Pavón, Siervo de la Nación, según el Gobierno del Estado de México.[7]
- El Año de la Unión Nacional Frente a la Crisis Externa, en el Perú.[8]
- El Año de la Juventud, en Rusia.[9]
- El Año Europeo de la Innovación y la Creatividad.[10]
- El Año de Darwin, según la International Union of Biological Sciences (IUBS).[11]
- El Año del Bicentenario del Inicio del proceso de independencia de Ecuador, que duró hasta 1822.

## Acontecimientos

### Enero
- 1 de enero:
  - Eslovaquia se une a la zona euro, sumando así 16 estados.[12]
  - El ejército Israelí mata a Nizar Rayan, líder de Hamás junto a su mujer y sus ocho hijos en Gaza.[13]
  - En Estados Unidos se funda el sitio web YouTube Space.
  - Un oficial de policía de Tránsito Rápido del Área de la Bahía dispara y mata a Oscar Grant, un hombre negro desarmado, en la estación de Fruitvale en Oakland, Estados Unidos. El evento se convierte en uno de los incidentes incitantes para el movimiento global Black Lives Matter.

- 3 de enero: El creador del sistema, conocido como Satoshi Nakamoto, establece el primer bloque ("Génesis") de la cadena de bloques de la criptomoneda y el sistema de pago descentralizado Bitcoin.
- 4 de enero: Dos terremotos de 7,6 y 7,4 sacuden la provincia indonesia de Papúa dejando 4 muertos y decenas de heridos.
- 8 de enero: Un terremoto de 6.1 sacude Costa Rica, dejando 42 muertos, 58 desaparecidos y 91 heridos graves.[14]
- 9 de enero: En Eureka, California se registra un terremoto de 6.5, sintiéndose en los estados de Nevada y Oregón.
- 15 de enero: En el río Hudson, frente a Manhattan (Nueva York), acuatiza el vuelo 1549 de la empresa estadounidense US Airways; sobreviven las 155 personas que viajaban a bordo, entre pasajeros y tripulantes.[15]
- 18 de enero: 
  - En El Salvador se celebran elecciones parlamentarias y locales, resultando vencedor en las legislativas el FMLN y en las municipales el ARENA.[16]
  - Hamás anuncia que aceptará la oferta de las Fuerzas de Defensa de Israel de un alto el fuego, poniendo fin al conflicto.

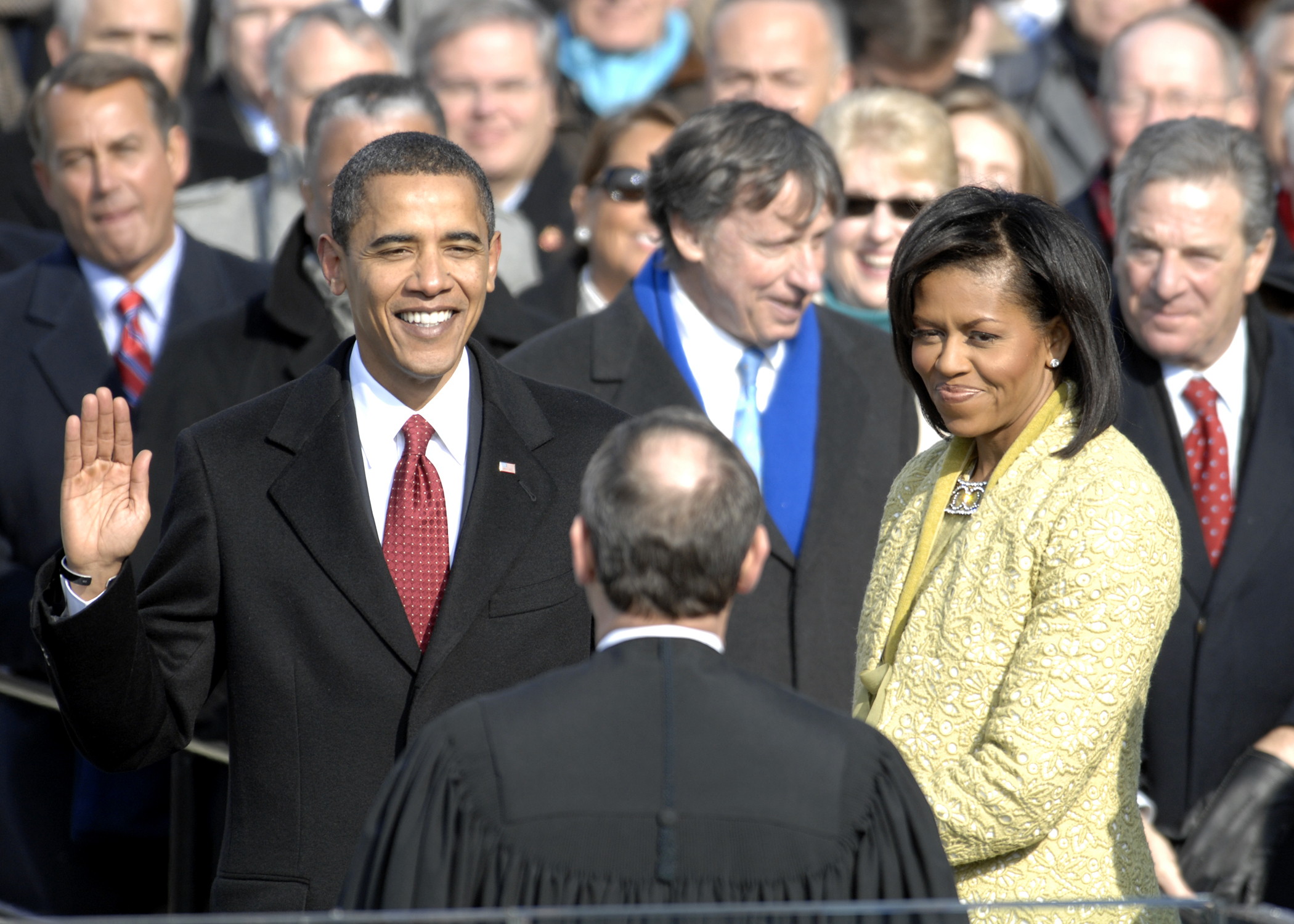
Barack Obama tomando posesión como Presidente de los Estados Unidos.

- Barack Obama tomando posesión como Presidente de los Estados Unidos.20 de enero: Barack Obama se convierte en el 44.º presidente de los Estados Unidos, sucediendo a George W. Bush.[17]
- 21 de enero:
  - Israel se retira de la Franja de Gaza, poniendo fin oficialmente a su guerra de tres semanas con Hamás. Sin embargo, los ataques aéreos intermitentes de ambas partes continuaron en las semanas siguientes.[18]
  - El estudiante de Virginia Tech Zhu Haiyang decapita a Yang Xin en el primer asesinato en el campus desde el tiroteo de Virginia Tech en 2007.[19]
- 23 de enero: Mueren apuñalados dos bebés y un adulto en una guardería en Dendermonde (Bélgica).[20]
- 24 de enero: la Santa Sede anuncia que el papa Benedicto XVI ha anulado las excomuniones de los monseñores Bernard Fellay, Bernard Tissier de Mallerais, Richard Williamson y Alfonso de Galarreta, todos de la Fraternidad Sacerdotal San Pío X, quienes fueron ordenados obispos en 1988 por el arzobispo Marcel Lefebvre sin mandato pontificio.[21]
- 24 de enero: en Sevilla (España) desaparece Marta del Castillo (17), que será asesinada por su novio y amigos, pero su cadáver no será recuperado.
- 25 de enero: 
  - En Bolivia se celebra un referéndum que somete a consulta popular una Carta Magna,[22] aprobada con el 60 % de los casi cuatro millones de votantes.[23]
  - En China, un terremoto de 5,1 sacude la región de Sinkiang derrumbando varias casas.
- 26 de enero: 
  - Se abre el primer juicio en la Corte Penal Internacional. El exlíder de la Unión de Patriotas Congoleños Thomas Lubanga Dyilo está acusado de entrenar a niños soldados para matar, saquear y violar.[24]
  - Un eclipse solar anular tiene lugar sobre el Océano Índico, el 50º eclipse solar del ciclo 131 de Saros.[25]
  - El gobierno islandés y el sistema bancario colapsan. El primer ministro Geir Haarde dimite inmediatamente.[26]
- 27 de enero: En las afueras del Aeropuerto Internacional de la Ciudad de México, el bioquímico agrícola francés Christopher Augur es asaltado por un grupo de 8 a 10 delincuentes. Falleció cuatro días después a causa de un balazo recibido en la cabeza durante el asalto.[27]
- 28 de enero: WikiLeaks publica 86 grabaciones telefónicas interceptadas de políticos y empresarios involucrados en el escándalo petrolero de Perú de 2008.
- 31 de enero: 
  - Se celebran elecciones regionales en Irak para elegir a los Consejos Legislativos provinciales, los cuales deberán elegir posteriormente al Gobernador de su respectiva provincia, ganándolas el Partido Islámico Dawa del primer ministro Nuri al Maliki, lo que fortalece su poder para gobernar el país.[28]
  - Ataque de la sinagoga Tiféret Israel: la sinagoga más antigua de Caracas, Venezuela, es vandalizada.[29]

### Febrero
- 1 de febrero: 

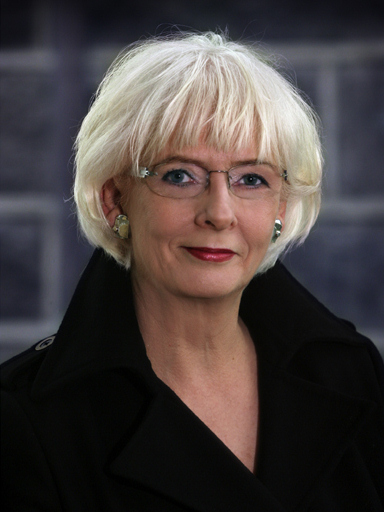
Jóhanna Sigurðardóttir, se convierte la primera ministra lesbiana del mundo.

  - Jóhanna Sigurðardóttir, se convierte la primera ministra lesbiana del mundo.Jóhanna Sigurðardóttir es designada primera ministra de Islandia, al frente de un gobierno interino de coalición entre la AS y el MIV, siendo la primera lesbiana que dirige el gobierno de un país en el mundo.[30]
  - En la ciudad de Málaga (España), un tornado causa importantes daños materiales.[31]
  - En Cali (Colombia), estalla un carro bomba en la sede de la Policía Metropolitana de Cali. Se atribuye el crimen a las FARC.
- 2 de febrero: la Iglesia Ortodoxa rusa entroniza al sucesor de Alejo II como patriarca de Moscú.
- 4 de febrero: los submarinos nucleares Le Triomphant (Francia) y HMS Vanguard (Reino Unido) chocan a gran profundidad en el Atlántico Norte, aunque a baja velocidad, sin producir heridos ni mayores daños. El incidente se habría producido por la dificultad de detectarse mutuamente, dada su tecnología silenciosa.[32]
- 5 de febrero: es liberado por las FARC, en el marco del acuerdo de intercambio de secuestrados y guerrilleros presos, el abogado Sigifredo López, único superviviente del secuestro de doce diputados, del departamento del Valle del Cauca, llevado a cabo el 11 de abril de 2002.[33]
- 7 de febrero: 
  - Ocurre un accidente aéreo en el estado brasileño de Amazonas que deja 24 muertos y cuatro supervivientes.[34]

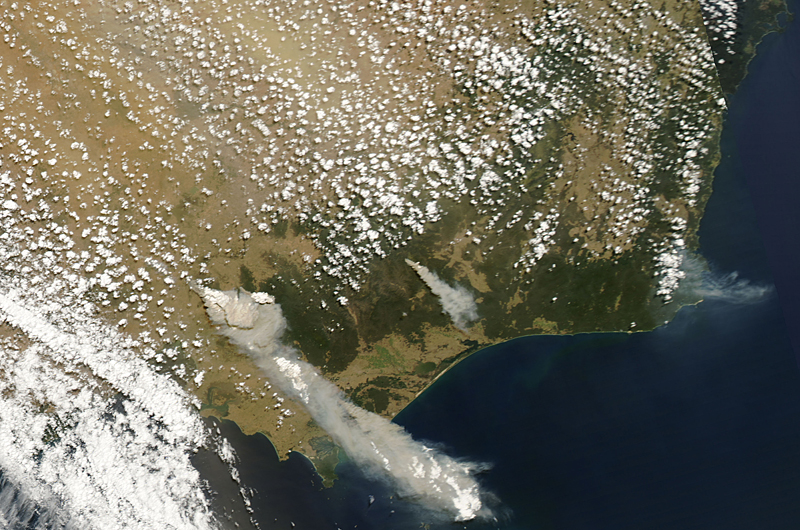
Los Incendios forestales en Victoria, se convierten en el peor incendio forestal de la historia de Australia.

  - Los Incendios forestales en Victoria, se convierten en el peor incendio forestal de la historia de Australia.Comienza el peor incendio forestal de la historia de Australia; mueren 173 personas, quedan heridas otras 500 y 7500 pierden su hogar. Los incendios comienzan después de que Melbourne registre la mayor temperatura de la historia (46.4 °C, 115 °F) de todas las capitales de Australia. La mayoría de los incendios empiezan por líneas eléctricas caídas o por pirómanos.
- 9 de febrero: eclipse lunar visible en Europa Oriental, Asia, Australia y Norteamérica.[35]
- 10 de febrero: 
  - Se celebran elecciones parlamentarias en Israel, resultando vencedor el partido Kadima liderado por Tzipi Livni con 28 escaños, seguido por el Likud de Benjamín Netanyahu con 27.[36]
  - Se produce la colisión entre el Iridium 33 y el Kosmos-2251, dos satélites artificiales orbitando la Tierra.[37]

- 11 de febrero: Morgan Changarai se convierte en primer ministro de Zimbabue, desde que el puesto fuese ocupado por última vez por Robert Mugabe y posteriormente abolido en 1987.[38]
- 12 de febrero: Un terremoto de 7,2 sacude las islas Talaud en Indonesia dejando 2 muertos y 64 heridos.
- 13 de febrero: Finalizan las emisiones deToon Disney en Estados Unidos y es reemplazado por Disney XD.
- 15 de febrero: En Venezuela, mediante referéndum, es aprobada con el 54,86% la enmienda a la Constitución de 1999.[39]
- 16 de febrero: Comienzan las lluvias en Uruguay, después de varios meses de sequía 2008-2009, la cual según estimaciones de la Asociación Rural del Uruguay, deja 868 millones de dólares en perdidas al sector agropecuario, y disminuyendo el PIB para ese año, convirtiéndose en la peor sequía desde 1941-1942.
- 19 de febrero: En Santiago de Chile, el Consejo de Monumentos Nacionales de Chile declara «monumento nacional» al Barrio Yungay.[40]
- 22 de febrero: 
  - Se celebra el partido inaugural del primer Campeonato Africano de Naciones en Costa de Marfil. La Selección local cae por 3-0 ante Zambia.
  - Una mujer fue atropellada por un conductor principiante y con estado de ebriedad en el distrito de Ticapampa, Perú que lo encadeno 50 años de prisión.
- 25 de febrero: un avión Boeing 737-800 de la aerolínea Turkish Airlines, se estrella en el aeropuerto neerlandés de Schipol, en Ámsterdam, ocasionando 9 muertos y más de 80 heridos, 25 de ellos de gravedad.[41]
- 26 de febrero: El Tribunal Penal Internacional para la ex Yugoslavia absuelve al expresidente serbio Milutinović de los crímenes de guerra cometidos durante la guerra de Kosovo.[42]

### Marzo
- 1 de marzo: 
  - Se celebran las elecciones autonómicas al parlamento gallego.[43]
  - Se celebran las elecciones autonómicas al parlamento vasco.[44]
- 2 de marzo: En Bisáu, el presidente de Guinea-Bisáu, João Bernardo Vieira, es asesinado durante un ataque armado contra su residencia.[45]
- 4 de marzo: La Corte Penal Internacional emite una orden de arresto contra el presidente sudanés Omar al-Bashir por crímenes de guerra y crímenes contra la humanidad en Darfur. al-Bashir es el primer jefe de Estado en ejercicio acusado por la CPI desde su creación en 2002.[46]
- 7 de marzo: se produce un atentado en un cuartel de Irlanda del Norte, reivindicado por el grupo paramilitar IRA Auténtico, con el resultado de dos soldados muertos y cuatro personas heridas, dos soldados y dos civiles.[47]
- 8 de marzo: la RD Congo se consagra campeona del primer Campeonato Africano de Naciones luego de vencer por 2-0 a Ghana. El torneo fue celebrado en Costa de Marfil.
- 10 de marzo: Diez personas fallecen en un asesinato relámpago en Alabama, Estados Unidos.[48]
- 11 de marzo: Mueren al menos 15 personas en una masacre en Winnenden, Alemania.[49]
- 12 de marzo: Valdis Dombrovskis es elegido primer ministro de Letonia, sucediendo a Ivars Godmanis.[50]
- 15 de marzo: Se celebran elecciones presidenciales en El Salvador, Mauricio Funes del FMLN es elegido como presidente.[51]
- 17 de marzo: 
  - El papa Benedicto XVI realiza su primer viaje a África visitando, durante siete días, Camerún y Angola.[52]
  - En Antananarivo, el presidente de Madagascar, Marc Ravalomanana, es derrocado en un golpe de Estado, tras un mes de disturbios.
- 22 de marzo: 
  - Un avión Pilatus PC-12 se estrella contra un cementerio en Butte, Montana, Estados Unidos, con un saldo de diecisiete muertos.[53]
  - Un avión de carga, McDonnell Douglas MD-11 de la empresa FedEx, se estrella en el Aeropuerto Internacional de Narita (Japón), dejando dos muertos.[54]
  - Pokémon edición platino es lanzado en América del Norte.[55]
- 24 de marzo: se celebraron en República Dominicana los 25 años de los Premios Casandra en el Teatro Nacional Eduardo Brito, el músico y compositor dominicano Johnny Pacheco se llevó el Gran Soberano.
- 28 de marzo: se reivindica la lucha contra el cambio Climático mediante La hora del planeta.[56]
- 30 de marzo: Discovery Kids cambia de logotipo en Latinoamérica, y ese mismo día se estrena la serie peruana Al fondo hay sitio.

### Abril
- 1 de abril: se lanza el canal TruTV en Latinoamérica en reemplazo del canal Retro.
- 2 de abril: los dirigentes de las 20 economías más importantes del mundo, reunidos en Londres, deciden crear un fondo de un billón de dólares para asistir a los países con mayores dificultades ante la crisis.[57]
- 2 de abril: se inaugura en Sevilla (España), la primera línea de metro de Andalucía.[58]
- 3 de abril: Najib Razak sucede a Abdullah Ahmad Badawi como primer ministro de Malasia.[59]
- 4 de abril: concluye la Cumbre de la OTAN en Estrasburgo y Kehl. Anders Fogh Rasmussen fue elegido nuevo secretario general de la organización.[60]
- 5 de abril: se celebra en Houston, Texas WrestleMania XXV, donde Shawn Michaels y The Undertaker fue una de las luchas más memorables del evento y en la historia de la WWE.
- 6 de abril: Un terremoto de 6,3 sacude la ciudad italiana de L'Aquila, que deja al menos 308 muertos, 1.500 heridos y 65.000 personas sin hogar.[61]
- 6 de abril: en Tracy, Estados Unidos, aparece sin vida Sandra Cantú una niña de 8 años reportada como desaparecida desde el 27 de marzo de ese año.
- 7 de abril: en Perú, el ex presidente Alberto Fujimori es condenado a 25 años de prisión por delitos de lesa humanidad en los casos de las matanzas de Barrios Altos y la Universidad La Cantuta, realizados durante su mandato por el grupo Colina.[62]
- 13 de abril: inicio del webcómic Homestuck
- 16 de abril: en Estados Unidos, la WWE anuncia WWE Superstars on WGN America

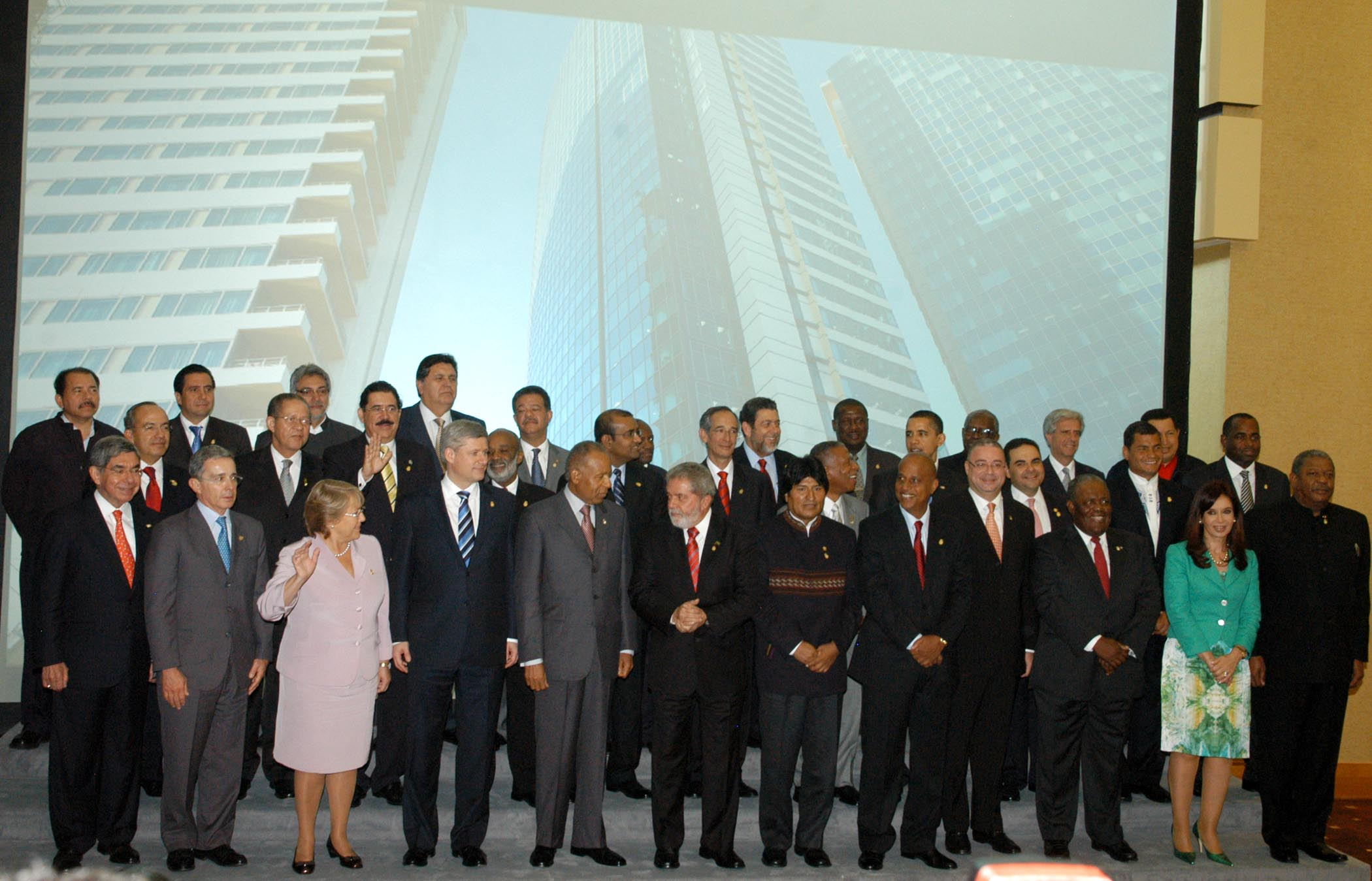
Foto oficial de los presidentes asistentes a la V Cumbre de las Américas.

- 17 de abril: Dos terremotos de 5,2 y 5,1 sacuden Afganistán provocando la muerte de 19 personas.
- 17 al 19 de abril: en Puerto España (Trinidad y Tobago) se celebra la V Cumbre de las Américas, con representantes de treinta y cuatro países de la Organización de los Estados Americanos.[63]
- 20 de abril: décimo aniversario de la masacre de Columbine.
- 22 de abril: México alerta a la OMS de una nueva cepa de gripe.
- 22 de abril: autoridades mexicanas informan de la suspensión de clases en todos los niveles educativos por casos de gripe en humanos.
- 23 de abril: se realiza la Semana Nacional de Evaluación con un brote de Influenza H1N1.
- 26 de abril: el Polo Norte geográfico fue alcanzado por primera vez por la expedición rusa MLAE-2009 de Vasili Yelagin.
- 29 de abril: la Organización Mundial de la Salud (OMS) clasificó el brote de gripe porcina como de nivel de alerta cinco, es decir, pandemia inminente.[64]

### Mayo
- 1 de mayo: Suecia se convierte en el séptimo país en legalizar el matrimonio entre personas del mismo sexo.[65]
- 3 de mayo: se celebran elecciones generales en Panamá, resultando presidente electo, Ricardo Martinelli, del partido Cambio Democrático.[66]
- 10 de mayo: se publica la pre-alpha de Minecraft, juego que revolucionaria el mundo de los videojuegos y la cultura de Internet.
- 11 de mayo: se publica The Spinning Top el séptimo disco de estudio de Graham Coxon.
- 16 de mayo: el cantante noruego Alexander Rybak gana el Festival de la Canción de Eurovisión 2009 con la canción Fairytale en Moscú con un total de 387 puntos siendo la mayor puntuación del festival bajo el sistema de votación vigente de 1975-2015.
- 16 de mayo: la Alianza Progresista Unida consigue la victoria en las elecciones generales celebradas en India, renovando así Manmohan Singh su mandato.[67]
- 17 de mayo: el videojuego Minecraft es lanzado públicamente.
- 17 de mayo: Dalia Grybauskaitė se convierte en la primera presidenta de Lituania, tras ganar la elección presidencial de 2009.[68]
- 19 de mayo: en Estados Unidos se estrena por la cadena Fox el episodio piloto de la exitosa serie de televisión comedia-musical Glee.
- 20 de mayo muere el empresario y político dominicano Miguel Cocco, fundador de la Revista Tobogán y exdirector de la Dirección General de Aduanas (DGA).
- 25 de mayo: Corea del Norte lleva a cabo un ensayo nuclear subterráneo, el segundo desde 2006, provocando el rechazo de la mayor parte de la comunidad internacional.[69]
- 27 de mayo: en Roma, Italia, el Fútbol Club Barcelona gana su tercera Liga de Campeones de la UEFA ante el Manchester United en el Estadio Olímpico de Roma.
- 28 de mayo: se produce un fuerte terremoto en Honduras, cuya onda sísmica alcanza también los territorios de Guatemala, El Salvador, Belice y poblaciones como Chetumal y Cancún en México.[70]
- 31 de mayo Fallece Millvina Dean, última superviviente del naufragio del Titanic (hundido el 15 de abril de 1912).

### Junio

Extensión del virus H1N1 en el mundo, los países en negro son países con muertes confirmadas.

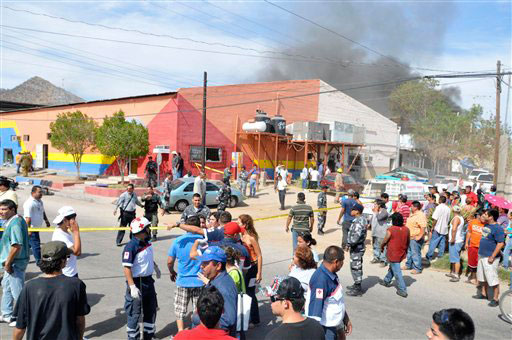
Guardería ABC quemándose, se puede ver humo saliendo de la estancia infantil y de la bodega contigua.

- 1 de junio: el vuelo 447 de Air France desaparece en el Océano Atlántico, con 228 personas a bordo, en un vuelo desde Río de Janeiro a París.[71]
- 1 de junio: Mauricio Funes asume la Presidencia de la República de El Salvador.[72]
- 2 de junio: General Motors, el segundo fabricante de automóviles del mundo, se declara en bancarrota.[73]
- 3 de junio: representantes de los países integrantes de la Organización de los Estados Americanos (OEA), por consenso unánime, acuerdan revocar la resolución de 1962 que excluía a Cuba de la entidad.[74]
- 3 de junio: en Cuba se legalizan las operaciones de cambio de sexo gratuitas y la ayuda social a transexuales.[75]
- 5 de junio: en Bagua (Perú), las protestas en contra de la explotación petrolera en la selva peruana se saldan con la muerte de 23 policías y 9 nativos.[76]
- 5 de junio: se registra un trágico incendio En una guardería subrogada por el Instituto Mexicano del Seguro Social en Hermosillo, Sonora, México, cobrando la vida de 49 niños menores de los 6 años.[77]
- 7 de junio: en Córdoba (Argentina), en la 36.ª fecha del torneo de Primera B Nacional 2008/2009 el Club Atlético Tucumán derrota a Talleres, y asciende a la máxima categoría del fútbol argentino.
- 10 de junio: el Consejo de Seguridad de Naciones Unidas, junto a Japón y Corea del Sur, llegan a un borrador de acuerdo sobre la imposición de sanciones a Corea del Norte, en respuesta a su ensayo nuclear del pasado 25 de mayo.[78]
- 10 de junio: Rose Francine Rogombé es elegida como nueva presidenta interina de Gabón, tras la muerte de Omar Bongo.[79]
- 11 de junio: la Organización Mundial de la Salud (OMS) clasificó el brote de gripe porcina como de nivel de alerta seis, lo que lo convierte oficialmente en la primera pandemia del siglo XXI.[80]
- 12 de junio: el grupo farmacéutico Novartis anuncia la creación del primer lote de vacunas contra la gripe porcina, cuyos ensayos clínicos para la obtención de su licencia y distribución masiva se realizarán en julio.[81]
- 12 de junio: Mahmud Ahmadineyad es reelegido presidente de Irán bajo la sospecha de fraude electoral, provocando fuertes protestas en el país.[82]
- 14 de junio: Inicia la 8.ª edición de la Copa FIFA Confederaciones 2009 por primera vez en suelo africano en Sudáfrica.
- 14 de junio: En el Autódromo Miguel E. Abed (México) fallece en accidente el piloto mexicano Carlos Pardo.
- 15 de junio: Una fecha después de conseguir el ascenso, Atlético Tucumán se corona campeón de la B Nacional por primera vez en su historia.
- 18 de junio: desde Cabo Cañaveral (Estados Unidos), la NASA lanza la sonda LCROSS (Lunar Crater Observation and Sensing Satellite: ‘satélite de detección y observación de cráteres lunares’), que deberá estrellarse cuatro meses después contra la Luna para analizar la cantidad de agua que hay en el interior de un cráter lunar.
- 18 de junio: en Córdoba (Argentina) se inaugura oficialmente la primera etapa del proyecto Ferrourbano de Córdoba.
- 19 de junio: Eduardo Puelles, inspector de la policía nacional española dedicado a la lucha contra el terrorismo en el País Vasco, es asesinado con una bomba lapa colocada en su coche por el grupo ETA.[83]
- 19 de junio: el papa Benedicto XVI convoca un «año sacerdotal» con ocasión del 150.º aniversario del fallecimiento del cura de Ars, Juan María Vianney, canonizado por la Iglesia católica.[84]
- 21 de junio: entra en vigor el autogobierno de Groenlandia, anunciado por el primer ministro Hans Enoksen, en los que Groenlandia pasa a decidir sobre áreas estratégicas como la jurídica, los groenlandeses tendrán el control de sus recursos (como petróleo y gas), el groenlandés se convertirá en la única lengua oficial, mientras que la política exterior quedaría a cargo de Dinamarca.
- 24 de junio: ampliación del ALBA-TCP, con la incorporación de Ecuador, San Vicente y las Granadinas y Antigua y Barbuda.[85]

- 25 de junio: Muere a los 50 años, el cantante, compositor y bailarín estadounidense Michael Jackson en su mansión en Los Ángeles, California víctima de un paro cardiorrespiratorio.

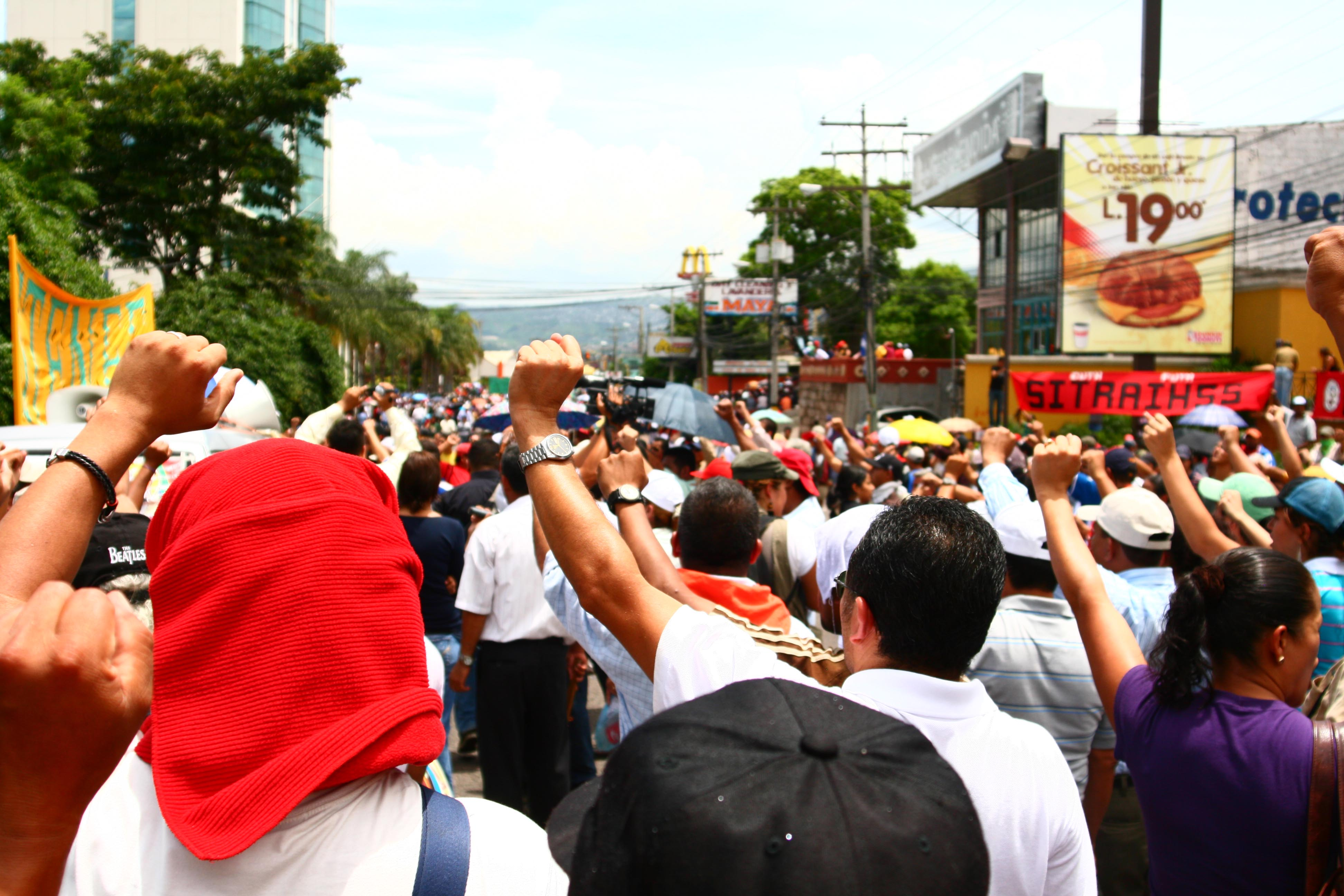
Honduras sufre un Golpe de Estado.

- Honduras sufre un Golpe de Estado.28 de junio: Golpe de Estado en Honduras tras el arresto del presidente Manuel Zelaya por militares y su posterior destierro a Costa Rica. La captura se produjo en la jornada en que la que Zelaya había convocado una consulta popular para decidir una eventual reforma constitucional.[86]
- 28 de junio: elecciones legislativas en Argentina.
- 28 de junio: se celebran elecciones primarias e internas en Uruguay.
- 28 de junio: en Johannesburgo (Sudáfrica), Finaliza la Copa FIFA Confederaciones y Brasil es el campeón por tercera vez al vencer por 3-2 a Estados Unidos.
- 29 de junio: finaliza el Año de San Pablo, convocado en 2007 por el papa Benedicto XVI.[87]
- 30 de junio: se cumple el plazo establecido, según el acuerdo de seguridad entre Estados Unidos e Irak, para la retirada de las fuerzas de combate estadounidenses, que han participado en la guerra, de los centros poblados del país árabe.[88]
- 30 de junio: se estrella en el océano Índico el vuelo 626 de Yemenia, cerca de las Comoras, en un trayecto que unía Saná, Yemen, con el archipiélago.

### Julio
- 2 de julio: Dimite Alberto Saiz, director de los servicios secretos (CNI) de España, tras varios ataques y críticas a su gestión.[89]
- 3 de julio:El Canal de Televisión Jetix, finaliza sus emisiones en Latinoamérica con el estreno de la película de 2006, “Open Season:Amigos Salvajes", siendo reemplazado por Disney XD
- 4 de julio: la Organización de Estados Americanos suspende a Honduras como Estado miembro a causa del golpe de Estado en ese país.[90]
- 5 de julio: se realizan las elecciones generales intermedias en México.
- 5 de julio: Más de 150 muertos y 800 heridos, según fuentes oficiales, tras los disturbios acontecidos en Ürümqi, Xinjiang, República Popular China.[91]
- 7 de julio: se lleva a cabo el funeral de Michael Jackson, que se convierte, con unos 2800 millones de telespectadores, en el evento televisivo más visto de la Historia.
- 9 de julio: un terremoto de 5,7 sacude la provincia de Yunnan en China matando a una persona e hiriendo a otras 300.
- 11 de julio: Javier Velásquez Quesquén es investido como presidente del Consejo de Ministros del Perú.[92]
- 15 de julio: el vuelo 7908 de Caspian Airlines, un vuelo comercial entre Teherán y Ereván (Armenia) se estrella en el norte de Irán con 168 personas a bordo.[93]
  - Un fuerte terremoto de 7,8 sacude Nueva Zelanda.
- 19 de julio: es asesinado el expiloto colombiano Ricardo Londoño.
- 19 de julio: un objeto de grandes proporciones, probablemente un cometa, colisiona con el polo sur de Júpiter.[94]
- 22 de julio: eclipse solar total, el más largo del siglo XXI, con una duración de 6 minutos y 38.86 segundos.[95]
- 25 de julio: se celebran elecciones regionales para elegir al presidente y al Parlamento de la Región Autónoma del Kurdistán, en Irak, formada por las provincias de Dahuk, Erbil y Suleimaniya.[96]
- 29 de julio: la organización terrorista ETA realiza un atentado en Burgos (España), al colocar una furgoneta bomba con 200 kilos de explosivos en la casa cuartel, causando graves daños materiales pero afortunadamente solo 66 heridos leves.[97]
- 30 de julio: un atentado de ETA en Palma Nova (Mallorca), a las 33 horas del anterior, ocasiona la muerte de dos guardias civiles al explosionar una bomba lapa situada en los bajos de un coche patrulla.[98]

### Agosto
- 2 de agosto: en El Prat de Barcelona (España), se inaugura el Estadio Cornellà-El Prat.
- 5 de agosto: Wikipedia en español alcanza la cantidad de 500 000 artículos.[99]
- 10 de agosto: se separa la banda Oasis.
- 11 de agosto: un terremoto de 7,5 sacude las islas Andamán sin dejar muertos ni heridos.
  - Un terremoto de 6,4 sacude Japón dejando un muerto y 134 heridos.
- 13 de agosto: el ciclón tropical Tifón Morakot arrasa Taiwán a su paso.[100]
- 16 de agosto: en Berlín (Alemania), el jamaicano Usain Bolt bate el récord del mundo de los 100 metros lisos con una marca de 9,58 segundos durante el Campeonato Mundial.[101]
- 17 de agosto: la Armada de Rusia localiza al buque mercante MV Arctic Sea tras informar que presuntamente había sido secuestrado por piratas en el Mar del Norte.[102]
- 23 de agosto: elección de Miss Universo 2009 en Bahamas, donde se celebra por primera vez en los 58 años de historia del certamen, resultando elegida la modelo venezolana, Stefanía Fernández,[103] ganadora asimismo del certamen Miss Venezuela 2008 y siendo también la primera y hasta el momento la única vez que un país corona a la representante de su mismo país.[104]
- 24 al 30 de agosto: se produce una inusual ola de calor, hacia finales del invierno en Argentina, durante la última semana de este mes[105] en donde se presentan días con temperaturas récord (entre 34 °C y 38 °C) en prácticamente toda la porción centro y norte de la República, debido en gran parte a un fuerte bloqueo de altas presiones en los niveles medios de la troposfera.[106]
- 29 de agosto: en Donetsk (Ucrania) se inaugura el Donbas Arena.
- 30 de agosto: en las elecciones generales celebradas en Japón el Partido Democrático (PDJ), liderado por Yukio Hatoyama, consigue la mayoría absoluta poniendo fin a más de cincuenta años de poder del Partido Liberal Democrático (PLD).[107]

### Septiembre
- 2 de septiembre: un terremoto de 7,0 sacude la isla indonesia de Java dejando un saldo de 79 muertos y 1.250 heridos.
- 9 de septiembre: el vuelo 576 de Aeroméxico es secuestrado por cinco hombres, liderados por José Flores Pereira, que a las pocas horas son detenidos por las autoridades mexicanas, liberando a los pasajeros y a la tripulación, cuando el avión se encuentra aparcado en el aeropuerto de México.[108]
- 9 de septiembre: sale a la venta al nivel mundial, el videojuego de música de Harmonix, The Beatles: Rock Band que incluyen 45 temas hechos por el grupo británico The Beatles.
- 10 de septiembre: Venezuela se convierte en el tercer país ―tras Rusia y Nicaragua― en reconocer a Abjasia y Osetia del Sur como Estados independientes tras la visita de Hugo Chávez a Moscú.[109]
- 11 de septiembre: dimite Vladimir Voronin como presidente de Moldavia, sucediéndole Mihai Ghimpu.[110]
- 16 de septiembre: José Manuel Durão Barroso es reelegido presidente de la Comisión Europea por los eurodiputados.[111]
- 16 de septiembre: Yukio Hatoyama es investido como nuevo primer ministro de Japón tras su victoria en las pasadas elecciones.[112]
- 18 de septiembre: Balacera en la estación Balderas del Metro de la Ciudad de México causa 2 muertos y 5 heridos.
- En España, el Canal de televisión Jetix, finaliza sus emisiones y es reemplazado por Disney XD
- 20 de septiembre: se celebra en La Habana, Cuba, la segunda edición del concierto Paz sin fronteras con la actuación de Juanes, Miguel Bosé, Olga Tañón, Silvio Rodríguez y otros cantantes y grupos, ante más de un millón de personas.[113]
- 21 de septiembre: en Bután, se registra un terremoto de 6,1 que deja un saldo de 11 muertos y 15 heridos.
- 22 de septiembre: Masacre de El 70 en Venezuela, efectivos de la Policía Metropolitana de Caracas asesinaron a diez jóvenes identificadas como presuntos miembros de una banda delictiva que operaba en distintas zonas de la parroquia.
- 24 de septiembre: Comienza la 17.ª Edición de la Copa Mundial de Fútbol Sub-20 de 2009 por primera vez en Egipto.
- 26 de septiembre: se constituye el Banco del Sur, integrado por 7 países latinoamericanos.
- 26 de septiembre: en Huelva tiene lugar la imposición de la Medalla de la Ciudad al Cristo de Pasión, imagen cristífera de la Real, Ilustre, Venerable y Primitiva Hermandad del Santísimo Sacramento y Cofradía de Nazarenos de Nuestro Padre Jesús de la Pasión, María Santísima del Refugio y San Manuel González.Tras el emotivo acto acontecido en la Plaza De San Pedro, el titular de la cofradía realizaría una Procesión extraordinaria por las calles de Huelva.
- 27 de septiembre: elecciones federales en Alemania.
- 27 de septiembre: elecciones legislativas en Portugal.
- 27 de septiembre: elecciones internas en Colombia, resultando ganadores Gustavo Petro por el Polo Democrático Alternativo, y Rafael Pardo por el Partido Liberal.[114]
- 29 de septiembre: en Samoa se registra un terremoto de 8,1 y un tsunami que dejan un saldo de 189 muertos.[115]
- 30 de septiembre: en la isla indonesia de Sumatra, se registra un terremoto de 7,6 que deja un saldo de 1.115 muertos y más de 2.000 heridos.

### Octubre
- 3 de octubre: el Alakrana fue secuestrado por piratas a 413 millas de las costas del sur de Somalia cuando faenaba lejos de la zona protegida por la Operación Atalanta, pero dentro de la zona de seguridad en aguas internacionales. En su auxilio acudió la fragata Canarias, que zarpó el 10 de agosto de Rota (Cádiz) para incorporarse a la Operación Atalanta, junto con otras fuerzas españolas.
- 6 de octubre: el Gobierno de Venezuela adopta formalmente la norma de televisión digital ISDB-T Internacional, convirtiendo a dicho país en el quinto de Sudamérica en utilizar el citado estándar.[116]
- 7 de octubre: en Nuevo Laredo, Tamaulipas se realizó el evento “Recordar es vivir, tributo a la canción mexicana”.
- 8 de octubre: Tres terremotos de 7,4 a 7,8 sacuden Vanuatu.
- 9 de octubre: la sonda estadounidense LCROSS (Lunar Crater Observation and Sensing Satellite: ‘satélite de detección y observación de cráteres lunares’), se estrella contra la Luna, lo que permitirá descubrir la existencia de notables cantidades de agua en un cráter lunar.
- 10 de octubre: la Selección Mexicana enfrenta a El Salvador en el Estadio Azteca con un ataque de Abejas.
- 10 de octubre: en México desaparece la extinción de Luz y Fuerza del Centro.
- 11 de octubre: en la Ciudad del Vaticano, el papa Benedicto XVI canoniza cinco nuevos santos: Juana Jugan, Damián de Veuster, Rafael Arnáiz Barón, Zygmunt Szczęsny Felinski y Francisco Coll Guitart.[117]
- 12 de octubre: es elegida la ciudad de Río de Janeiro sede de los Juegos Olímpicos del año 2016.
- 16 de octubre: en El Cairo (Egipto) finaliza el Mundial sub-20 y por primera vez en los mundiales de todas las categorías en este caso la sub-20, la selección de Ghana se consagra campeona del mundo por primera vez al derrotar a la favorita Brasil por penales 4-3 al igualar en el tiempo reglamentario sin goles, consiguiendo por primera vez que un equipo africano se corone campeón mundial.
- 17 de octubre: se aprueba en Cochabamba, Bolivia, el Tratado Constitutivo del SUCRE.
- 22 de octubre: la empresa de Microsoft lanza sistema operativo de Windows 7
- 23 de octubre: Un terremoto de 6,2 sacude Afganistán provocando la muerte de 5 personas.
- 25 de octubre: elecciones generales en Uruguay[118] sin que ningún partido consiga mayoría absoluta, por lo que se celebra una segunda vuelta.[119]
- 28 de octubre: la Asamblea General de la ONU, con 187 votos a favor, 3 en contra y 2 abstenciones, vuelve a condenar el embargo estadounidense contra Cuba.[120]

### Noviembre
- 1 de noviembre: 
  - En el Gran Premio de Abu Dabi, Jenson Button se convierte en campeón mundial de Fórmula 1.
  - el Estadio Corona, se despiden el juego entre Santos Laguna y los Pumas de la UNAM fue demolido.
- 5 de noviembre: elecciones generales en las islas Malvinas.[121]
- 8 de noviembre: finaliza oficialmente la serie Ed, Edd y Eddy, la serie más longeva del canal Cartoon Network.
- 8 de noviembre: en el departamento salvadoreño de San Vicente se produce un alud a causa de fuertes inundaciones reportándose 98 fallecidos y numerosos daños materiales.[122]
- 8 de noviembre: por primera vez en España más del 50% de la electricidad producida es generada por los parques eólicos.[123]
- 10 de noviembre: se lleva a cabo el baneo masivo en la compañía Microsoft por parte de Xbox 360 en todo Estados Unidos y México
- 11 de noviembre: se inaugura el Territorio Santos Modelo, entre el equipo Santos de México y los Santos de Brasil.
- 12 de noviembre: se inaugura la primera edición de Campus Party México.
- 12 de noviembre: se Lanza New Super Mario Bros. Wii en Los Países de Australia, Uruguay y Chile
- 14 de noviembre: se produce un caso de espionaje, entre Perú y Chile, provocando un conflicto entre ambos países.[124]
- 17 de noviembre: Tras 47 días de secuestro, el Alakrana fue liberado tras el pago de un rescate de unos 4 millones de dólares.
- 24 de noviembre: John Edward Jones, estadounidense de 26 años, muere atrapado en la cueva de Nutty Putty, Utah, Estados Unidos. Este caso es conocido como el Incidente de Nutty Putty[125]
- 29 de noviembre: elecciones generales en Honduras.[126]
- 29 de noviembre: se celebra el balotaje de las elecciones en Uruguay,[127] resultando presidente electo, José Mujica, del partido Frente Amplio.[128]

### Diciembre
- 1 de diciembre: Lionel Messi gana su primer Balón de Oro superando en las votaciones a Cristiano Ronaldo y Xavi Hernández.
- 4 y 5 de diciembre: el Teletón se recaudaron 445 millones de pesos.
- 6 de diciembre: elecciones presidenciales y parlamentarias en Bolivia.[129]
- 6 al 20 de diciembre: en Malaui se registran 4 terremotos de magnitudes entre 5,5 y 6,0 que dejan 4 muertos, centenares de heridos y más de mil edificios destruidos.
- 7 al 18 de diciembre: se celebra en Copenhague la XV Conferencia Internacional sobre el Cambio Climático[130]
- 9 de diciembre: Ernesto Cordero Arroyo como titular del Secretario de desarrollo Social y ahora Secretario de Hacienda en sustitución de Agustín Carstens.
- 13 de diciembre: elecciones presidenciales y parlamentarias en Chile.
- 13 de diciembre: se inaugura la línea 9 del metro de Barcelona, primera línea de metro en España totalmente automatizada.[131]
- 13 de diciembre: Monterrey campeón del Apertura 2013.
- 19 de diciembre: son elevados al rango de venerables, por el papa Benedicto XVI, sus antecesores Pío XII y Juan Pablo II.[132]
  - en el Volcán Tajumulco, en Guatemala, se produce una de las mayores nevadas en la historia de este país centroamericano, producto de un frente frío proveniente de Norteamérica. Acumulándose en la cúspide del volcán alrededor de 25 cm de nieve y en su falda un promedio de 10 cm.
  - Un terremoto de 6,4 sacude el condado de Hualien en Taiwán dejando un muerto y 14 heridos.
- 20 de diciembre: Fallece la actriz estadounidense Brittany Murphy por neumonía.
- 21 de diciembre: Lionel Messi gana el trofeo al Jugador Mundial de la FIFA superando en las votaciones a Cristiano Ronaldo y Xavi Hernández.
- 21 de diciembre: abre sus puertas al público el venezolano Banco Bicentenario, creado como resultado de la fusión del banco estatal Banfoandes y tres bancos privados intervenidos.[133]
- 24 de diciembre: mujer ataca al papa Benedicto XVI en la Misa del Gallo.[134]

## Arte y literatura
- 17 de mayo: se celebra en Galicia (España) el Día de las Letras Gallegas en honor de Ramón Piñeiro.[135]

### Premio Cervantes
- José Emilio Pacheco.[136]

### Premio Nadal
- Ganadora: Esperadme en el cielo de  Maruja Torres.[137]
  - Finalista: Libro del amor esquivo de  Rubén Abella.[138]

### Premio Planeta
- Ganadora: Contra el viento de  Ángeles Caso.[139]
  - Finalista: La bailarina y el inglés de  Emilio Calderón.[140]

### Premio Nacional del Cómic
- Felipe Hernández Cava y  Bartolomé Seguí, por Las serpientes ciegas.[141]

### Premio Nacional de Ensayo
- Reyes Mate, por La herencia del olvido.[142]

### Premio Nacional de Fotografía
- Gervasio Sánchez.[143]

### Premio Nacional de las Letras Españolas
- Rafael Sánchez Ferlosio.[144]

### Premio Nacional de Literatura Dramática
- Paco Bezerra, por Dentro de la tierra.[145]

### Premio Nacional de Literatura Infantil y Juvenil
- Alfredo Gómez Cerdá, por Barro de Medellín.[146]

### Premio Nacional de las Músicas Actuales
- Joan Manuel Serrat.[147]

### Premio Nacional de Narrativa
- Kirmen Uribe, por Bilbao-New York-Bilbao.[148]

### Premio Nacional de Poesía
- Juan Carlos Mestre, por La casa roja.[149]

### Premio Nacional de Teatro
- Vicky Peña.[150]

### Premio Nacional de Teatro para la Infancia y la Juventud
- Los Titiriteros de Binéfar.[151]

### Premio Herralde
- Manuel Gutiérrez Aragón, por La vida antes de marzo.[152]

## Ciencia y tecnología
- 3 de febrero: se anuncia el descubrimiento de COROT-7b, el primer planeta extrasolar rocoso.[153]
- 16 de marzo: el transbordador espacial Discovery es lanzado con éxito desde el centro espacial John F. Kennedy de Florida, portando paneles solares para la Estación Espacial Internacional.[154]
- 5 de abril: Corea del Norte lanza el Kwangmyŏngsŏng-2, descrito como un satélite de comunicaciones experimental, bajo una fuerte controversia internacional.[155]
- 19 de junio: Apple lanza su iPhone 3GS, presentando una mejora interna de hardware, grabación de vídeo, y otras características[156]
- 30 de junio: es lanzada la versión 3.5 del navegador Firefox, de la Fundación Mozilla. Entre sus nuevas características está la posibilidad de elegir versiones en idioma español de Chile y de México (si bien en fase beta), además de las previamente existentes de Argentina y España.[157]
- Septiembre: es descubierta la Rata lanuda de Bosavi en Papúa Nueva Guinea.
- 22 de octubre: lanzamiento mundial[158] del sistema operativo Windows 7 de Microsoft,[159] para reemplazar a Windows Vista.[160]
- 13 de noviembre: la NASA confirma la existencia de "significativas cantidades de agua" en la Luna.[161]

## Videojuegos
- 11 de febrero lanzamiento de Mario & Luigi: Bowser's Inside Story
- 26 de febrero: lanzamiento oficial del videojuego Killzone 2, para PlayStation 3.
- 3 de marzo: Microsoft en asociación con Ensemble Studios lanzan Halo Wars para la Xbox 360.
- 3 de marzo: SEGA lanza Sonic & the Black Knight. Exclusivo de Wii.
- 13 de marzo: lanzamiento en América y Europa de Resident Evil 5, para PlayStation 3 y Xbox 360, a los ocho días de haberse lanzado en Japón y el resto de Asia.[162]
- 5 de mayo: PopCap Games lanza el videojuego Plants vs Zombies que estaría disponible para Microsoft Windows, iPad, iPhone, Android, BlackBerry, PlayStation 3, Xbox 360, Windows Phone 7, PS Vita, Nintendo DS, Nintendo DSi, Nintendo 3DS y Mac OS X.
- 17 de mayo: Mojang publica el desarrollo de Minecraft, que había iniciado una semana antes. Terminaría a fines de 2011.
- 22 de mayo: lanzamiento en Europa de la edición especial de Pokémon Diamante y Perla, Pokémon Platino. Este juego tendría unas ventas positivas.
- 2 de junio: lanzamiento mundial de Los Sims 3 para PC, Mac, iPhone, iPod touch y móviles.[163]
- 25 de agosto lanzamiento de Batman: arkham Asylum para Xbox 360, PlayStation 3 y PC
- 9 de septiembre: lanzamiento mundial de The Beatles: Rock Band para PlayStation 3, Wii y Xbox 360.[164]
- 22 de septiembre: Microsoft en asociación con Bungie lanzan Halo 3: ODST para la Xbox 360.
- 1 de octubre: sacan a la venta en Estados Unidos la PlayStation Portable Go.
- 27 de octubre: sacan al mercado el multijugador de arena de batalla en línea MOBA,League of legends para PC
- 10 de noviembre: Activision publica el aclamado juego Call of Duty: Modern Warfare 2
- 12 de noviembre: se lanza New Super Mario Bros. Wii
- 1 de diciembre: se lanza Angry Birds en Finlandia.

## Deporte
- 2 de octubre: 121.ª sesión del COI en Copenhague, durante la cual se elige a Río de Janeiro como sede de los Juegos Olímpicos de 2016.[165]

### Ajedrez
- 25.º Campeonato del mundo de ajedrez.

### Atletismo
- Campeonato Europeo de Atletismo en Pista Cubierta: del 6 al 8 de marzo en Turín (Italia).[166]
- Campeonato Mundial de Atletismo: del 15 al 23 de agosto en Berlín (Alemania).[167]
- Usain Bolt rompe el récord del mundo de 100 metros lisos 9,58 segundos y de 200 metros lisos 19,19 segundos.

### Automovilismo
- Fórmula 1: del 29 de marzo al 1 de noviembre.
  - Campeonato de pilotos:  Jenson Button.[168]
  - Campeonato de constructores: Brawn-Mercedes.[169]
- Campeonato Mundial de Rally: del 1 de febrero al 25 de octubre.  Sébastien Loeb (Citroën C4 WRC).[170]
- Rally Dakar: del 3 al 18 de enero.  Giniel de Villiers.[171]

### Baloncesto
- Eurobasket: del 7 al 20 de septiembre en Polonia.[172]

  España
  Serbia
  Grecia

### Béisbol

#### Campeonatos internacionales
- Clásico Mundial de Béisbol:  Japón.
- Copa Mundial de Béisbol:  Estados Unidos.
- Serie del Caribe:  Tigres de Aragua.

#### Ligas Nacionales
- Estados Unidos, Canadá MLB:
  - Juego de la Estrellas:
  - 4 de noviembre: los New York Yankees obtienen su vigésimo séptimo título de Serie Mundial en las Grandes Ligas de Béisbol.[173]
- México LMB:
  - 29 de agosto: los Saraperos de Saltillo, logran su primer título de la LMB, al derrotar a los Tigres de Quintana Roo.
- Japón Liga Japonesa de Béisbol Profesional:
  - 7 de noviembre: Yomiuri Giants
- Venezuela Liga Venezolana de Béisbol Profesional:
  - 30 de enero: Tigres de Aragua
- Cuba Serie Nacional de Béisbol:
  - La Habana (Béisbol)
- República Dominicana Liga Dominicana de Béisbol Invernal:
  - Tigres del Licey
- Puerto Rico Puerto Rico Baseball League:
  - Leones de Ponce

### Ciclismo
- Tour de Francia:  Alberto Contador.
- Vuelta ciclista a España:  Alejandro Valverde.
- Giro de Italia:  Denis Menchov.
- Campeonato mundial de ciclismo en ruta:  Cadel Evans.[174]
- Campeonato mundial de ciclismo contrarreloj:  Fabian Cancellara.[175]

### Fútbol
9 de septiembre: en España el equipo de fútbol Levante Unión Deportiva, cumple 100 años (1909-2009). El centenario es celebrado a partir del día 9 de septiembre (Día en que se funda el club en 1909) hasta final de la temporada 2009/2010, siendo el Levante U. D. de segunda división española y el equipo más veterano de toda la Comunidad Valenciana.
También el FC Barcelona ganaría en total 6 torneos, los cuales son Liga Española, Copa del Rey, UEFA Champions League, Supercopa de España, Supercopa de Europa y el Mundial de clubes.

#### Campeonatos por selecciones
- Copa Confederaciones: 14 al 28 de junio:  Brasil se corona campeón.
- Copa Mundial Sub-20: 24 de septiembre al 16 de octubre:  Ghana se corona campeón.
- Copa Mundial Sub-17: 24 de octubre al 15 de noviembre:  Suiza se corona campeón.
- Campeonato Sudamericano Sub-20: 19 de enero al 8 de febrero:  Brasil se corona campeón.

#### Campeonatos internacionales
- UEFA Champions League:  FC Barcelona.[176]
- UEFA Europa League:  Shajtar Donetsk.[177]
- Copa Libertadores:  Estudiantes.[178]
- Copa Sudamericana:  Liga de Quito.[179]
- Recopa Sudamericana:  Liga de Quito.[180]
- O-League 2009:  Auckland City FC.
- Copa Mundial de Clubes:  FC Barcelona.[181]

#### Campeonatos nacionales
- Alemania:
  - 1. Bundesliga: VfL Wolfsburgo.
  - Copa de Alemania: Werder Bremen.
- Argentina:
  - Torneo Clausura: Club Atlético Vélez Sarsfield.[182]
  - Torneo Apertura: Club Atlético Banfield.[183]
- Colombia:
  - Torneo Apertura: Once Caldas.[184]
  - Torneo Finalización: Independiente Medellín.[185]
  - Copa Colombia: Independiente Santa Fe.[186]
- España:
  - Primera División: FC Barcelona.[187]
  - Copa del Rey: FC Barcelona.[188]
  - Copa Federación: Real Jaén.
- Ecuador:
  -  Copa Credife 2009: Deportivo Quito.[189]
- Inglaterra:
  - Premier League: Manchester United FC.[190]
  - FA Cup: Chelsea FC.[191]
- México:
  - Clausura 2009: Pumas UNAM.[192]
  - Apertura 2009: Club de Fútbol Monterrey.[193]
- Paraguay:
  - Torneo Apertura: Cerro Porteño.[194]
  - Torneo Clausura: Nacional.[195]
- Perú:
  -  Campeonato Descentralizado: Universitario de Deportes.[196]
- Uruguay:
  - Clausura 2009: Defensor Sporting.[197]
  - Campeonato 2008-09: Nacional.[198]
- Venezuela:
  - Torneo Clausura: Caracas Fútbol Club.[199]
  - Torneo Apertura: Deportivo Táchira.[200]

#### Trofeos
- Balón de Oro:  Lionel Messi.[201]
- Bota de Oro:  Diego Forlán.[202]
- Jugador Mundial de la FIFA:  Lionel Messi.[203]
- Futbolista africano del año:  Emmanuel Adebayor.
- Futbolista sudamericano del año:  Juan Sebastián Verón.[204]

### Fútbol playa
- Copa Mundial de Fútbol Playa: del 16 al 22 de noviembre.  Brasil se corona de nuevo campeón al vencer en la final a  Suiza.[205]

### Fútbol americano
- Super Bowl: Pittsburgh Steelers.[206]
- Championship Game: Las Vegas Locomotives[207]
- ONEFA: Auténticos Tigres
- Liga OMFA Pro: Jets de Balbuena

### Golf
- Abierto de los Estados Unidos: Lucas Glover[208]
- Open británico: Stewart Cink, tras vencer en el desempate al veterano Tom Watson.[209]

### Motociclismo
- Campeonato del mundo de motociclismo: del 12 de abril al 8 de noviembre.
  - MotoGP.  Valentino Rossi.[210]
  - 250cc.  Hiroshi Aoyama.[211]
  - 125cc.  Julián Simón.[212]

- Rally Dakar: del 3 al 18 de enero.  Marc Coma.[171]

### Rugby
- Torneo de las Seis Naciones: del 7 de febrero al 21 de marzo.  Irlanda se alza con el trofeo, consiguiendo además el Grand Slam y la Triple Corona.[213]
- Torneo de las Tres Naciones: del 18 de julio al 19 de septiembre.  Sudáfrica.[214]

### Tenis
- Abierto de Australia: del 19 de enero al 1 de febrero.  Rafael Nadal (hombres) y  Serena Williams (mujeres).

- Roland Garros: del 24 de mayo al 7 de junio.  Roger Federer (hombres) y  Svetlana Kuznetsova (mujeres).

- Wimbledon: del 22 de junio al 5 de julio.  Roger Federer (hombres) y  Serena Williams (mujeres).

- Abierto de los Estados Unidos: del 31 de agosto al 14 de septiembre.  Juan Martín del Potro (hombres) y  Kim Clijsters (mujeres).

### Otros deportes

#### Boxeo
- 14 de abril: en una emotiva conferencia de prensa en Los Ángeles, el boxeador Óscar de la Hoya, anuncia su retiro del boxeo profesional tras 17 años de intensa y exitosa actividad.[215]

#### Rodeo chileno
- Campeonato Nacional de Rodeo: del 3 al 5 de abril. Los jinetes Emiliano Ruiz y José Tomás Meza ganan el Campeonato Nacional montando a "Distinguido" y "Espinudo" y marcando 39 puntos.[216]

#### Taekwondo
- XIX Campeonato Mundial de Taekwondo.

## Televisión
- Jetix es reemplazado por Disney XD.
- Nickelodeon estrena su bloque Nick Hits.
- Discovery Kids cambia de logotipo.
- Nueva serie El show de Garfield.
- Nickelodeon cierra emisiones en Japón como canal independiente.
- Ed, Edd y Eddy Finaliza Su Producción con la película para televisión Big Picture Show, luego de 11 años de estar al aire.
- Atrévete a soñar telenovela mexicana, producida por Luis de Llano Macedo y Televisa, protagonizada por Danna Paola, Eleazar Gómez y Violeta Isfel.
- Nueva serie Al fondo hay sitio
- Se estrena serie infantil "Masha y el oso.

## Premios Nobel

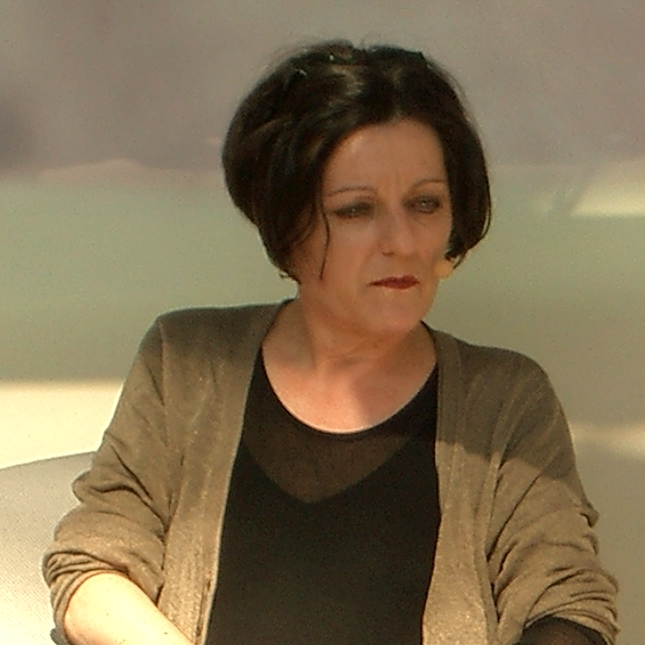
La escritora Herta Müller.

- Física: Charles K. Kao, Willard S. Boyle y George E. Smith.[217]
- Química: Venkatraman Ramakrishnan, Thomas A. Steitz y Ada Yonath.[218]
- Medicina: Elizabeth Blackburn, Carol Greider y Jack Szostak.[219]
- Literatura: Herta Müller.[220]
- Paz: Barack Obama.[221]
- Economía: Elinor Ostrom y Oliver Williamson.[222]

## Premios Príncipe de Asturias
- Artes: Norman Foster.[223]
- Ciencias Sociales: David Attenborough.[224]
- Comunicación y Humanidades: Universidad Nacional Autónoma de México.[225]
- Concordia: Berlín.[226]
- Cooperación Internacional: Organización Mundial de la Salud (OMS).[227]
- Deportes: Yelena Isinbáyeva.[228]
- Investigación Científica y Técnica: Ray Tomlinson y Martin Cooper.[229]
- Letras: Ismail Kadare.[230]

## Conmemoraciones y fiestas
- 20.º Aniversario de la Convención sobre los Derechos del Niño[231]